# Gustav Aagaard
Carl Gustav Oskar Aagaard (født 18. september 1852 i Sandefjord, død 1927) var en norsk forfatter og præst. Hans forfatterskab var først af religiøs natur, men han udgav senere fortællinger som tilhører den jævne underholdningslitteratur, men med kraftig understreget moraliserende tendens. Han er også kendt for sine salmer.
Gustav Aagaard var bror til forfatteren Oscar Aagaard (f. 1855).

## Værker
- Speilbilleder (1896)
- Sterke hænder (1897)
- En spøgelseshistorie (1899)
- I skygger og lys (1900)
- Keiser Felix (1904)

## Filmografi (udvalg)
- 1921 – Felix